# النقد الأدبي ومدارسه الحديثة (كتاب)
النقد الأدبي ومدارسه الحديثة
- المؤلف : ستانلي هايمن
- ترجمة : إحسان عباس
- الطبعة : 1
- الناشر : دار الثقافة - بيروت - لبنان
- الجزء : 1 ،  1958 م
- الجزء : 2 ، 1960  م

نشر بالاشتراك مع مؤسسة فرنكلين المساهمة للطباعة والنشر بيروت - القاهرة - نيويورك 1958